# Operacija Hrast
Operacija Hrast (nemško Unternehmen Eiche) je bila nemška reševalna operacija med drugo svetovno vojno, v kateri je skupina nemških padalcev pod poveljstvom Otta Skorzenyja z gore Gran Sasso rešila italijanskega fašističnega voditelja Benita Mussolinija.

## Predhodni dogodki
Po zavezniškem izkrcanju na Siciliji 9. julija 1943 je v Italiji 25. julija prišlo do nepričakovanega in tihega državnega udara. Badoglieva vlada je ukazala aretirati do takrat nespornega voditelja fašistične Italije, Benita Mussolinija, ki je kar enaindvajset let gospodaril v Italiji in jo na koncu pahnil v vojno in bedo. Aretacija se je zgodila pod pretvezo da se na Mussolinija pripravlja atentat in da ga želijo z aretacijo rešiti pred smrtjo. Ta je temu verjel in se Badogliu zahvalil za pomoč. Po Mussolinijevi aretaciji je Italija nameravala nadaljevati vojno na strani Nemcev. Dva dni po aretaciji so Mussolinija poslali na kaznjenski otok Ponza v bližini Neapelja. Tam je 29. julija klavrno praznoval svoj 60. rojstni dan. Šestega avgusta je vlada v strahu, da bi Nemci odkrili njegovo bivališče, dala Mussolinija premestiti na otok La Maddalena pri Sardiniji.
Ko je Hitler izvedel za aretacijo svojega fašističnega prijatelja in zaveznika se je odločil nemudoma ukrepati saj se je zavedal da se kaj podobnega lahko zgodi tudi njemu. V Berlin je nemudoma poklical Otta Skorzenyja, častnika v enotah SS, ki je v svoji vojaški preteklosti izvedel nešteto drznih akcij na sovražnikovem ozemlju, ter mu ukazal da naj na kakršen koli način reši Mussolinija iz ujetništva svojega lastnega naroda.

## Priprave na operacijo
Priprave na operacijo so se začele že naslednji dan po sestanku z Hitlerjem. Reševalna akcija naj bi bila le del večje operacije Student, katere cilj je bil da bi v Rimu organizirali profašistični puč, operacija je propadla saj so pučiste pravočasno odkrili in aretirali. Po tem so začeli Nemci pripravljati novo operacijo. Operacija za rešitev Mussolinija je dobila kodno ime Hrast. Po dolgem in mučnem iskanju so ugotovili da je ta zaprt na otoku  La Maddalena. Priprave za akcijo so nemudoma stekle, nato pa so Mussolinija ponovno premestili neznano kam in reševalna akcija je ponovno propadla. 8. septembra, pet dni po zavezniškem izkrcanju na apeninskem polotoku je Italija kapitulirala. Kot pogoj za sklenitev premirja so zavezniki zahtevali izročitev Mussolinija. Zdaj je začela Nemcem teči voda v grlo saj so morali najti fašističnega diktatorja še preden ga Italijani izročijo zaveznikom. Nato pa je nemški načelnik policije v Rimu prestregel sporočilo namenjenemu italijanskemu notranjemu ministrstvu. V sporočilu je pisalo da je Mussolini zaprt v smučarskemu središču Gran Sasso v Apeninih. Nemci so nemudoma poslali izvidnike. Italijani so to opazili in Mussolinija premestili iz vasi v bližnji hotel Campo Imperatore visoko v hribih. Do hotela je bilo možno priti le z žičnico in peš. Po letalskem izvidovanju so Nemci ugotovili, da je do hotela možno priti tudi iz zraka zato so nemudoma stekle priprave. Načrt je bil zaradi omejenega prostora pristanka ter zračnih tokov izredno tvegan in drzen.
Načrt za napad je bil tak. Sto dvanajst nemških padalcev naj bi pred hotelom pristalo z dvanajstimi jadralnimi letali. Šestindvajset padalcev naj bi po pristanku nemudoma napadlo hotel, medtem ko bi se druga skupina padalcev z avtomobilom spustila v vas v dolini in zasedla spodnjo postajo žičnice. Da bi preprečili upiranje italijanskih karabinjerov, ki so stražili Mussolinija, so Nemci s seboj vzeli še italijanskega generala Soletija.

## Operacija se začne
12. septembra 1943 ob 13.00 so se iz rimskega letališča Pratica di Mare dvignila jadralna letala in poletela proti svojemu cilju. Med pristankom na gori se je eno letalo razletelo tako da je bila večina njegove posadke ranjena, drugače pa je operacija potekala po načrtih. Medtem je druga skupina padalcev brez upiranja zavzela spodnjo postajo žičnice. Po pristanku vseh letal so se padalci nemudoma pognali proti hotelu. Italijanski stražarji so bili tako presenečeni da so odvrgli orožje in se predali, ne da bi bil izstreljen en sam strel. Pozneje se je izkazalo da so italijanske oblasti karabinjerom ukazale naj se ne upirajo, če bi Nemci poizkušali osvoboditi Mussolinija. Glavnega dela akcije je bilo konec, sledila je evakuacija Mussolinija. Poleg jadralnih letal je pred hotelom pristalo tudi majhno letalo fieseler-storch, ki je imelo nalogo evakuirati Mussolinija iz gore. Med vzletom iz gore je majhno letalo na strmem pobočju gore premetavalo kot list v vetru, vendar se je le-ta kljub temu uspelo odlepiti od tal in poleteti proti Rimu. Od tam je italijanski voditelj odpotoval najprej na Dunaj nato pa v München, kjer se je srečal z Hitlerjem.

## Dogodki po operaciji
Teden dni po osvoboditvi se je Mussolini iz Münchna vrnil v Italijo in v Veroni razglasil republiko. Začelo se je 600 Mussolinijevih dni. V tem obdobju je nastala t. i. Italijanska socialna republika (Republica Sociale Italiana), marionetna država pod nenehnim nadzorom esesovcev, njeno ozemlje pa se je zaradi nemške priključitve Južne Tirolske ter zavezniškega prodiranja z juga nenehno krčilo. Mussolini je tako postal le lutka v rokah Hitlerja. Tako je ostalo vse do njegove klavrne smrti leta 1945.